# خوان خوسيه كاستيلي
خوان خوسيه كاستيلي (19 يوليو 1764 - 12 أكتوبر 1812) هو محامي أرجنتيني وأحد قادة ثورة مايو التي تمخضت عنها حرب الاستقلال الأرجنتينية. قاد حملة عسكرية فاشلة في بيرو العليا.
ولد خوان خوسيه كاستيلي في بيونس آيرس، والتحق بمدرسة ريال كوليغيو دي سان كارلوس في بيونس آيرس وكلية مونسيرات في مدينة قرطبة، الأرجنتين. درس في جامعة شاركاس في بيرو العليا، حيث تخرج بشهادة المحاماة. عرّفه ابن عمه، مانويل بلجرانو، على الإدارة العامة لنائب الملك في ريو دي لا بلاتا. خطط كاستيلي لثورة تهدف إلى استبدال الملكية المطلقة لتحل أفكار عصر التنوير الجديدة محلها، بالاشتراك مع بلجرانو ونيكولاس رودريغيز بينيا وهيبوليتو فييتس. قاد حزب بيونس آيرس الوطني خلال ثورة مايو، والتي اختُتمت بإقالة نائب الملك بالتاسار هيدالغو دي سيسنيروس من السلطة. يُعرف باسم «رئيس الثورة» للخطاب الذي ألقاه خلال حدث كابيلدو المفتوح الذي عُقد في بيونس آيرس في 22 مايو 1810.
عُيّن كاستيلي عضوًا في لجنة المجلس الأول وأُرسل إلى قرطبة للقضاء على ثورة سانتياغو دي لينيرز المضادة. أنهى كاستيلي الثورة بنجاح وأمر بإعدام لينيرز وأنصاره. قاد عملية إنشاء حكومة ثورية في بيرو العليا (بوليفيا حاليًا) بهدف تحرير الشعوب الأصلية والعبيد الأفارقة. في عام 1811، وقع كاستيلي هدنة مع الإسبان في بيرو العليا، ولكنهم غدروا به وألقوا القبض على الجيش الشمالي غير المتأهب. أدى ذلك إلى معاناة الأرجنتينيين من خسارة فادحة في معركة هواكي في 20 يونيو 1811. عندما عاد كاستيلي إلى بيونس آيرس، سجنته الحكومة الثلاثية الأولى لخسارته في المعركة، وتوفي كاستيلي بعد ذلك بوقت قصير جراء إصابته بسرطان اللسان.

## السيرة الذاتية

### نشأته ودراساته
ولد كاستيلي في بيونس آيرس عام 1764. هو الطفل الأول من أصل ثمانية ولدوا لأنجيل كاستيلي سالومون، الذي عمل طبيبًا في البندقية، وجوزيفا فيلارينو، أحد قريبات مانويل بيلجرانو. تدرب على يد اليسوعيين قبل وقت قصير من نفيهم، والتحق بمدرسة ريال كوليغيو دي سان كارلوس في بيونس آيرس. جرت العادة أن يُرسّم أحد أعضاء العائلة في الكهنوت، ولذلك، وقع الاختيار على خوان خوسيه لذلك. أُرسل للدراسة في كلية مونسيرات، وهي جزء من جامعة قرطبة. تأثر كاستيلي بأعمال فولتير وديدرو، ولا سيما كتاب العقد الاجتماعي لجان جاك روسو. أقام علاقة زمالة مع رجال أصبح لهم تأثير في الحياة العامة لأمريكا الجنوبية لاحقًا، بما في ذلك ساتورنينو رودريغيز بينيا وخوان خوسيه باسو ومانويل ألبرتي وبيدرو ميدرانو وخوان مارتينيز دي روزاس، وغيرهم. ركز على دراسة الفلسفة واللاهوت، ولكنه تخلى عن حياته المهنية في الكهنوت عندما توفي والده في عام 1785، إذ شعر بأنها مهنة ضعيفة.
رفض اقتراح والدته بإرساله للدراسة في إسبانيا في جامعتي سلامانكا والقلعة، بصحبة ابن عمه مانويل بلجرانو، والتحق بجامعة تشوكيساكا في بيرو العليا (بوليفيا الحديثة) حيث درس الفقه القانوني. اطلع هناك على الثورة الفرنسية المستمرة، والأفكار الجديدة لعصر التنوير. اطلع كذلك على التمرد الذي قاده توباك أمارو الثاني عام 1782 واضطهاد الشعوب الأصلية، ما كان له أثر على أفعاله في حملته التي قادها لاحقًا في بيرو العليا. قبل عودته إلى بيونس آيرس، زار مدينة بوتوسي حيث شهد استخدام العبيد في المناجم.
عاد كاستيلي إلى بيونس آيرس وأنشأ شركة قانونية في منزل عائلته. مثّل جامعة قرطبة في العديد من المحافل، بالإضافة إلى عمه دومينغو بلجرانو بيري. كانت تربطه علاقة بساتورنينو رودريغيز بينيا، والتقى شقيقه نيكولاس رودريغيز بينيا وشريكه هيبوليتو فييتس. تزوج كاستيلي بماريا روزا لينش في عام 1794، وأنجبا سبعة أطفال: أنجيلا وبيدرو ولوتشيانو وأليخاندرو وفرانسيسكو خوسيه وخوانا.
كان كاستيلي ماسونيًا كما هو الحال مع العديد من الأرجنتينيين الآخرين الذين برزوا في الحياة العامة خلال القرن التاسع عشر.
سمح له تطوره الوظيفي بشراء مزرعة تبلغ مساحتها 335 هكتارًا كانت تعود ملكيتها للأسقف أزمور إي راميريز في ضواحي العاصمة، في حي نونيز الحالي، في 7 ديسمبر 1798. في مطلع عام 1808، نقل منزله إلى المزرعة. سكن في نفس حي كورنيليو سافيدرا وخوان لاريا وميغيل دي أزكويناجا وخوسيه داريغيرا. زرع المحاصيل وأنشأ مصنع طوب في المزرعة.

## الخطوات الأولى في عالم السياسة
تلقى مفكرو التاج الإسباني نسخة من إعلان حقوق الإنسان والمواطن الذي أصدرته الثورة الفرنسية في عام 1789 ووزعوها سرًا. في هذه الأثناء، عاد بلجرانو من دراسته في أوروبا، وعُيّن أمينًا عامًا دائمًا لقنصلية التجارة الجديدة في بيونس آيرس. تبادل بلجرانو وكاستيلي أفكارهما المتماثلة بشأن الاحتكار التجاري الإسباني وحقوق السكان الأصليين. حاول بلجرانو تعيين كاستيلي أمينًا عامًا مؤقتًا للقنصلية ومساعدًا له، ولكنه واجه معارضة شديدة من تجار شبه الجزيرة، الذين أخروا التعيين حتى عام 1796. أصيب بلجرانو بالمرض أثناء إقامته في أوروبا، ما أرغمه على أخذ إجازات طويلة من العمل، وأراد أن يكون كاستيلي خليفته إذا استقال.
نشأت معارضة مماثلة خلال عام 1799 ضد انتخاب ممثلي مجلس كابيدلو بيونس آيرس، وانتُخب كاستيلي ليكون ثالث عضو مجلس، إلا أن تجار ميناء قادس رفضوه. بقي النزاع قائمًا لمدة عام، إلى أن كتب التاجر المحلي البارز كورنيليو سافيدرا مذكرة يوصي فيها بتعيين كاستيلي. عينه نائب الملك أفيليس أخيرًا في منصبه بمرسوم ملكي صدر في مايو 1800. رفض كاستيلي المنصب بسبب العبء الكبير الذي يتعرض له خلال عمله في القنصلية. اعتبر تجار شبه الجزيرة، ومنهم مارتين دي ألزاغا، ذلك إهانة، ما كان له أثر على كابيلدو.
أيد بلجرانو وكاستيلي مجموعة من مشاريع فرانسيسكو كابيلو ميسا، الذي وصل إسبانيا حديثًا. اقترح كابيلو إنشاء نادي «المجتمع الوطني والأدبي والاقتصادي» ونشر صحيفة. حملت هذه الصحيفة اسم تيليغرافو ميرشانتيل، وهي أول صحيفة تصدر في بيونس آيرس. مع ذلك، لم يدُم كلا المشروعين طويلًا، فلم يُنشأ النادي أبدًا وحُظرت أنشطته بموجب مرسوم ملكي، وصدرت تعليمات للقنصلية بسحب الدعم المُقدّم إلى الصحيفة، وجرى إغلاقها فيما بعد. نشر كاستيلي وكابيلو وبيلجرانو (أمين عام المنشورات) مجلة تلغراف، بالاشتراك مع خوسيه مانويل لافاردين وميغيل دي أزكويناغا وفراي كايتانو رودريغيز، وكانت التلغراف أول مجلة تقدم مفهوم الوطن، وأول من تخاطب الشعب بلقب «الأرجنتينيين».
مع ذلك، أصدر هيبوليتوس فيتيس صحيفة جديدة بعد ذلك بوقت قصير، والتي حملت اسم أغريكلتشر، تريد، اند إندستري ويكلي، وضمت كاستيلي في طاقم موظفيها. عقد طاقم تحرير الصحيفة اجتماعات دورية في منزل ساتورنينو رودريغيز بينا، لمناقشة الأفكار التي تتناول مواضيع التحسينات التقنية في مجال الزراعة، وإلغاء القيود التجارية، والتنمية، والتصنيع، وغيرها من المواضيع. نشرت الصحيفة كذلك السير الذاتية لبعض الآباء المؤسسين للولايات المتحدة، مثل بنجامين فرانكلين.